# Слежявичюс, Миколас
Миколас Слежявичюс (Сляжявичюс) (лит. Mykolas Sleževičius, 21 февраля 1882, дер. Дрембляй, Ковенская губерния, Российская империя (ныне — Расейняйский район, Литва) — 11 ноября 1939, Каунас, Литва) — литовский государственный деятель, трижды занимавший пост премьер-министра Литвы (1918—1919, 1919 и 1926).

## Биография
В 1901 году окончил гимназию в Митаве, в 1907 году — юридический факультет Новороссийского университета в Одессе. Участвовал в общественной жизни литовцев в Одессе. 1905 г. Представлял одесских литовцев на Великом Вильнюсском сейме. Ещё студентом он был участником Русской революции 1905 года в Одессе.
Вернувшись на родину, присоединился к Литовской демократической партии, защищавшей интересы мелкого крестьянства, сотрудничал в газетах «Lietuvos ūkininkas» и «Lietuvos Žinios». После начала Первой мировой войны и вторжения немецких войск был эвакуирован в Воронеж, где в 1917 году вместе с другими представителями правого крыла партии создал Литовскую социалистическую крестьянско-демократическую партию, был заместителем председателя Верховного совета Литвы в России. В 1918 г. был арестован большевиками в Воронеже. После выхода из тюрьмы вернулся в Литву.
26 декабря 1918 года после падения первого правительства страны во главе с Аугустинасом Вольдемарасом возглавил новый кабинет (до 12 марта 1919), а с 12 апреля по 7 октября 1919 года вновь занимал этот пост. Отклонил исходившие от военных кругов предложения усилить свою власть. При этом предпринял шаги по набору добровольцев в национальные вооруженные силы (поскольку ополчения было недостаточно для борьбы с польскими националистическими формированиями), а также попытку земельной реформы. Его кабинет заложил основу для создания нескольких государственных учреждений в области финансов, юстиции и местного самоуправления.В ходе польско-литовской войны в 1920 году занимал пост председателя Комитета обороны.

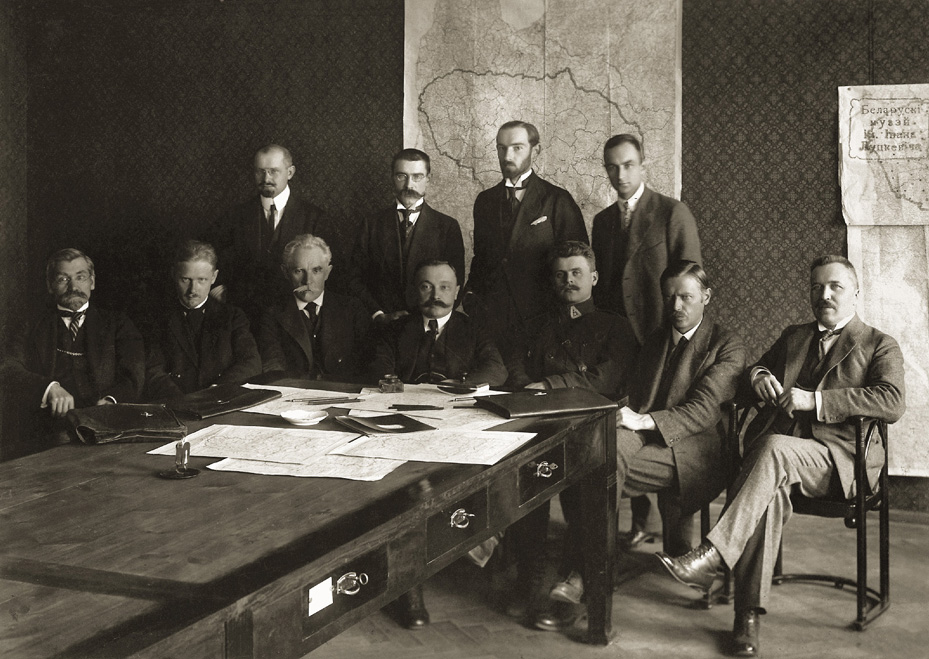
4-й кабинет Литвы. Сидят — Ю. Зубрицкас, Й.Пакнис, П.Леонас, М.Слежявичюс, А.Меркис, С.Кайрис, Й.Вилейшис; стоят — Стульгинскис, Ю.Шернас, В. Чарнецкис, Т. Петкевичюс.

В 1922—1927 годах был депутатом Сейма от Крестьянского народного союза — ляудининков. С 1922 по 1936 год он также был председателем центрального комитета этой партии.
15 июля 1926 года он вновь возглавил правительство страны (также исполнял обязанности министра иностранных дел и министра юстиции). На этом посту 28 сентября того же года подписал с советским народным комиссаром иностранных дел Георгием Васильевичем Чичерином соглашение, которое способствовало снижению влияния Великобритании на страны Балтии. Его правительство было смещено 17 декабря того же года в ходе военного переворота, приведшего к власти Антанаса Сметону. 
После этого оставался одним из руководителей оппозиции режиму. Работал юристом в различных организациях и банках. С 1927 года работал юридическим консультантом в международном банке, кредитном банке, а также представителем иностранных компаний в Литве. 
Также был актером и режиссером в Каунасском театре.
Похоронен на Пятрашюнском кладбище в Каунасе.